# An IV
XVIIe siècle |
XVIIIe siècle |
XIXe siècle
Années 1780 | Années 1790 | Ère républicaine | Années 1800 | Années 1810
1789 | 1790 | 1791 | 1792 | 1793 | an II | an III | an IV | an V | an VI | an VII | an VIII | an IX | an X
L'an IV du calendrier républicain correspond aux années 1795 et 1796 du calendrier grégorien. Cette année a commencé le 23 septembre 1795 et s'est terminée le 21 septembre 1796.

## Événements
- 1er vendémiaire (23 septembre 1795) : décret portant proclamation de l'acceptation de la Constitution par le peuple français .
- 13 vendémiaire (5 octobre 1795) : insurrection royaliste contre la Convention, écrasée par Napoléon Bonaparte à l'église Saint-Roch.
- 19 vendémiaire (11 octobre 1795) : loi divisant Paris en 12 arrondissements.
- 3 brumaire (25 octobre) : code des délits et des peines ; loi Daunou sur l'enseignement - création de l'Institut et des écoles centrales.
- 4 brumaire (26 octobre) : séparation de la Convention et début du Directoire (fin en 1799).
- 19 frimaire (10 décembre) : loi sur l'emprunt forcé national.
- 30 pluviôse (19 février 1796) : suppression des assignats.
- 19 ventôse (9 mars) : Napoléon Bonaparte épouse Joséphine, veuve du vicomte de Beauharnais.
- 28 ventôse (18 mars) : loi sur la création du mandat territorial, qui remplace l'assignat.
- 22 germinal (11 avril) : Napoléon Bonaparte franchit le col de Cadibone, ce qui marque le début de la campagne d'Italie.
- 26 floréal (15 mai) : traité de Paris : la maison de Savoie cède à la France la Savoie et Nice.
- Napoléon Bonaparte défait les armées d'Autriche et de Sardaigne en Italie.
- Échec de la Conjuration des Égaux de Babeuf.
- Début du règne de Paul Ier, tsar de Russie (fin en 1801).

## Concordance
| 1 Vendémiaire  | 23 septembre |
| 8 Vendémiaire  | 30 septembre |
| 9 Vendémiaire  | 1er octobre  |
| 30 Vendémiaire | 22 octobre   |
| 1 Brumaire     | 23 octobre   |
| 9 Brumaire     | 31 octobre   |
| 10 Brumaire    | 1er novembre |
| 30 Brumaire    | 21 novembre  |
| 1 Frimaire     | 22 novembre  |
| 9 Frimaire     | 30 novembre  |
| 10 Frimaire    | 1er décembre |
| 30 Frimaire    | 21 décembre  |
| 1 Nivôse       | 22 décembre  |
| 10 Nivôse      | 31 décembre  |

| 11 Nivôse   | 1er janvier |
| 30 Nivôse   | 20 janvier  |
| 1 Pluviôse  | 21 janvier  |
| 11 Pluviôse | 31 janvier  |
| 12 Pluviôse | 1er février |
| 30 Pluviôse | 19 février  |
| 1 Ventôse   | 20 février  |
| 10 Ventôse  | 29 février  |
| 11 Ventôse  | 1er mars    |
| 30 Ventôse  | 20 mars     |
| 1 Germinal  | 21 mars     |
| 11 Germinal | 31 mars     |
| 12 Germinal | 1er avril   |
| 30 Germinal | 19 avril    |

| 1 Floréal    | 20 avril    |
| 11 Floréal   | 30 avril    |
| 12 Floréal   | 1er mai     |
| 30 Floréal   | 19 mai      |
| 1 Prairial   | 20 mai      |
| 12 Prairial  | 31 mai      |
| 13 Prairial  | 1er juin    |
| 30 prairial  | 18 juin     |
| 1 Messidor   | 19 juin     |
| 12 Messidor  | 30 juin     |
| 13 Messidor  | 1er juillet |
| 30 Messidor  | 18 juillet  |
| 1 Thermidor  | 19 juillet  |
| 13 Thermidor | 31 juillet  |

| 14 Thermidor | 1er août      |
| 30 Thermidor | 17 août       |
| 1 Fructidor  | 18 août       |
| 14 Fructidor | 31 août       |
| 15 Fructidor | 1er septembre |
| 30 Fructidor | 16 septembre  |

| de la vertu     | 17 septembre |
| du génie        | 18 septembre |
| du travail      | 19 septembre |
| de l’opinion    | 20 septembre |
| des récompenses | 21 septembre |

XVIIe siècle |
XVIIIe siècle |
XIXe siècle
Années 1780 | Années 1790 | Ère républicaine | Années 1800 | Années 1810
1791 | 1792 | 1793 | an II | an III | an IV | an V | an VI | an VII | an VIII | an IX